# 维尔纳·弗赖贝格
维尔纳·弗赖贝格（德語：Werner Freyberg，1902年7月29日—1973年1月15日），德国男子曲棍球运动员，所属俱乐部是莱比锡SC。他曾代表德国参加1928年夏季奥林匹克运动会曲棍球比赛，获得一枚铜牌。